# غناباد بارك (غناباد)
غناباد بارك (بالفارسية: شهرک صنعتی گناباد) هي مستوطنة تقع في منطقة مركزية ريفية في إيران. يقدر عدد سكانها بـ 20 نسمة .